# Kortemark in de Eerste Wereldoorlog
De West-Vlaamse gemeente Kortemark was een belangrijke locatie gedurende de Eerste Wereldoorlog. Dit niet alleen door de dichte ligging bij Diksmuide. Kortemark was ook het kruispunt van de spoorlijnen Ieper - Kortemark en De Panne - Gent.

## Begin van de oorlog in Kortemark

### Situering
Koning Albert I kondigde de algemene mobilisatie af. Op 3 augustus 1914 bracht de fanfare St. Cecilia een hulde aan de pas getrouwde dochter van hun voorzitter, René Jacques. Te midden van dit feest werd een van de muzikanten, Edward D'Hondt naar het gemeentehuis geroepen. Hij moest onmiddellijk de opgeroepenen verwittigen om zich bij hun eenheid te vervoegen. 's Morgens vroeg vertrok men met de eerste trein richting de grens van Duitsland. Onder hen waren de broers Emiel en Jules Hindriks en Achiel Van Damme. Tegelijkertijd werd de burgerwacht (brandweerlui en vrijwilligers) opgericht. Dit om spoorwegen, bruggen en strategische punten te bewaken en de Duitse verkenners met hun pinhelmen (ulanen) aan te vallen. De burgerwacht werd op 21 augustus 1914 ontbonden op hoger bevel omdat ze door de Duitsers als burgers-terroristen werden beschouwd. Deze situatie gaf reeds meerdere keren aanleiding tot Duitse gruweldaden tegenover de burgers.

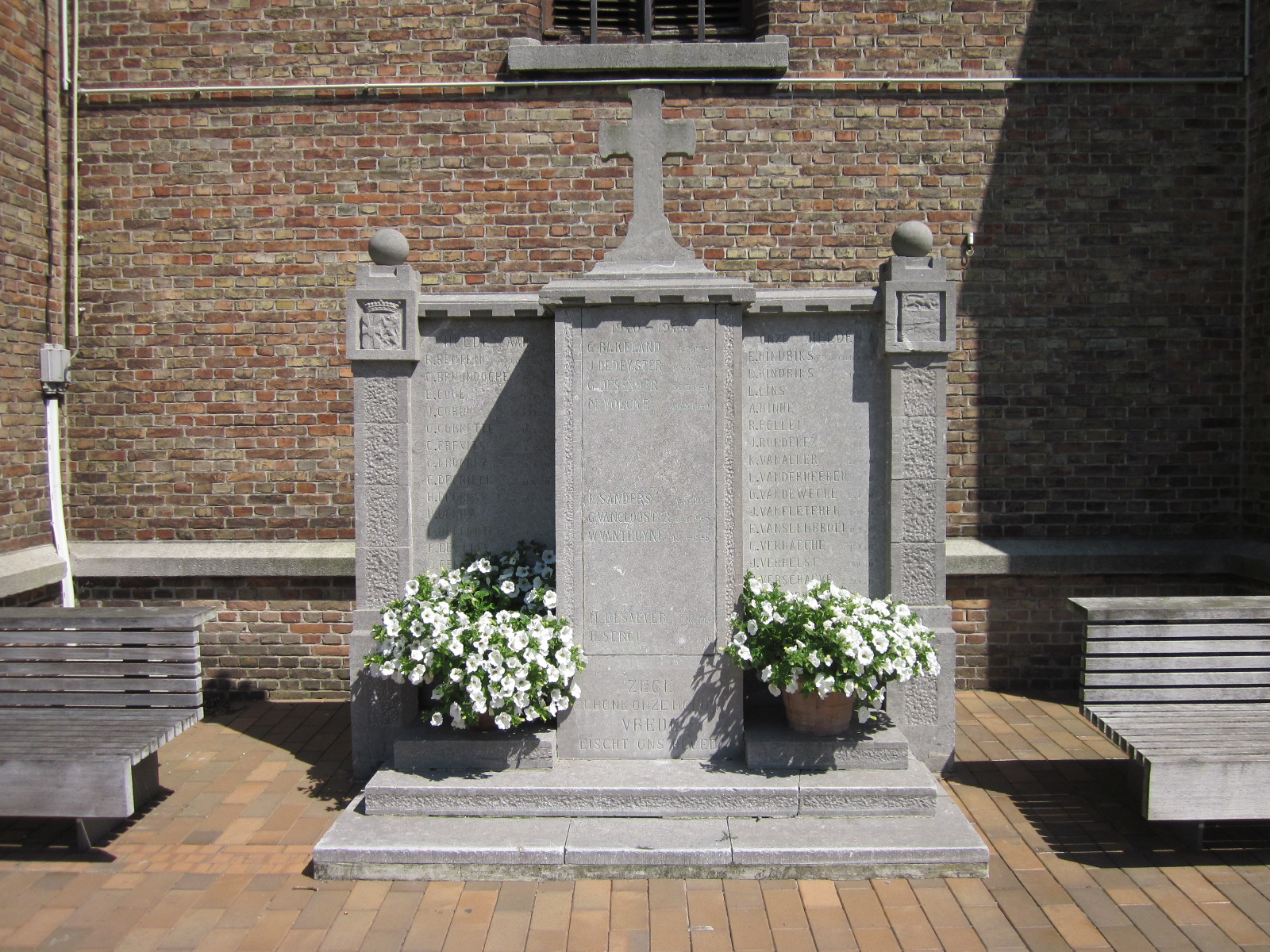
Kortemark Oorlogsgedenkteken

Op 18 augustus 1914 sneuvelde Emiel Hindriks als eerste Kortemarkse soldaat in Sint-Margriete-Houtem nabij Tienen. Hierdoor werd Kortemark voor het eerst rechtstreeks geconfronteerd met de oorlog. Enkele dagen later (23 augustus 1914) sneuvelde ook Achiel Van Damme.
Eveneens op 23 augustus 1914 kwamen in Kortemark Franse soldaten vanuit Duinkerke aan. Deze waren op weg naar de slagvelden in Oost-België.
Het Belgische leger samen met de Fransen en de Engelsen trokken zich steeds verder terug.
Op 14 oktober 1914 werd Kortemark bezet door Belgische troepen. Die begonnen zich in te graven en zochten een plaats om te overnachten. Ze konden hiervoor terecht onder andere in de Koutermolen. Veel burgers sloegen op de vlucht richting IJzer en verder naar Frankrijk of Engeland.
Om 22 uur kreeg iedereen het bevel zich terug te trekken achter de IJzer.
Op 15 oktober 1914 vanaf 4 uur 's morgens verlieten de Belgische soldaten hun stellingen. Rond 17 uur verscheen de eerste Duitse bezetter in Kortemark.
In de nacht van 17 oktober 1914 op 18 oktober 1914 trokken de Duitsers, op bevel van het oppercommando terug in de richting van Torhout en Lichtervelde. De Franse troepen namen onmiddellijk hun plaatsen in en bereidden een tegenaanval voor.

### Schuwe Maandag
19 oktober 1914.
's Ochtends trokken de Belgische en Franse eenheden in de aanval.
Aanvankelijk bleek alles goed te verlopen, tot naar de avond toe. De Duitse soldaten gingen massaal in de tegenaanval. Er werd hevig gevochten, vooral in de omgeving van de Leenbossen. Hoeves werden in brand gestoken en er vielen heel wat slachtoffers bij zowel de geallieerden als bij de Duitsers. Ook heel wat burgers verloren hierbij het leven.
Uiteindelijk veroverden de Duitsers Kortemark. Om 22 uur betrok de regimentsstaf van het 45e Reserve-Artillerie-Regiment zijn onderkomen.
Bij de intocht van de Duitse regimenten, schuilden de overgebleven burgers van Kortemark in hun kelders, bang afwachtend voor wat er nog te gebeuren stond.
Andere Duitse regimenten maakten hun kamp in de omgeving van Kortemark, dit om de volgende dag verder op te rukken.
's Nachts doorzochten de Duitse soldaten op een gewelddadige manier de Kortemarkse huizen. Hier waren ze op zoek naar de achtergebleven Franse en Belgische soldaten. Ze namen hierbij Pastoor Blancke mee, die de mensen moest kunnen overtuigen mee te werken. Bij geen medewerking zouden ze zelf neergeschoten worden.
Op 20 oktober 1914 waren de gevechten in Kortemark voorbij. Kortemark werd voor de rest van de oorlog een belangrijke garnizoensplaats.

## Kortemark als garnizoensplaats

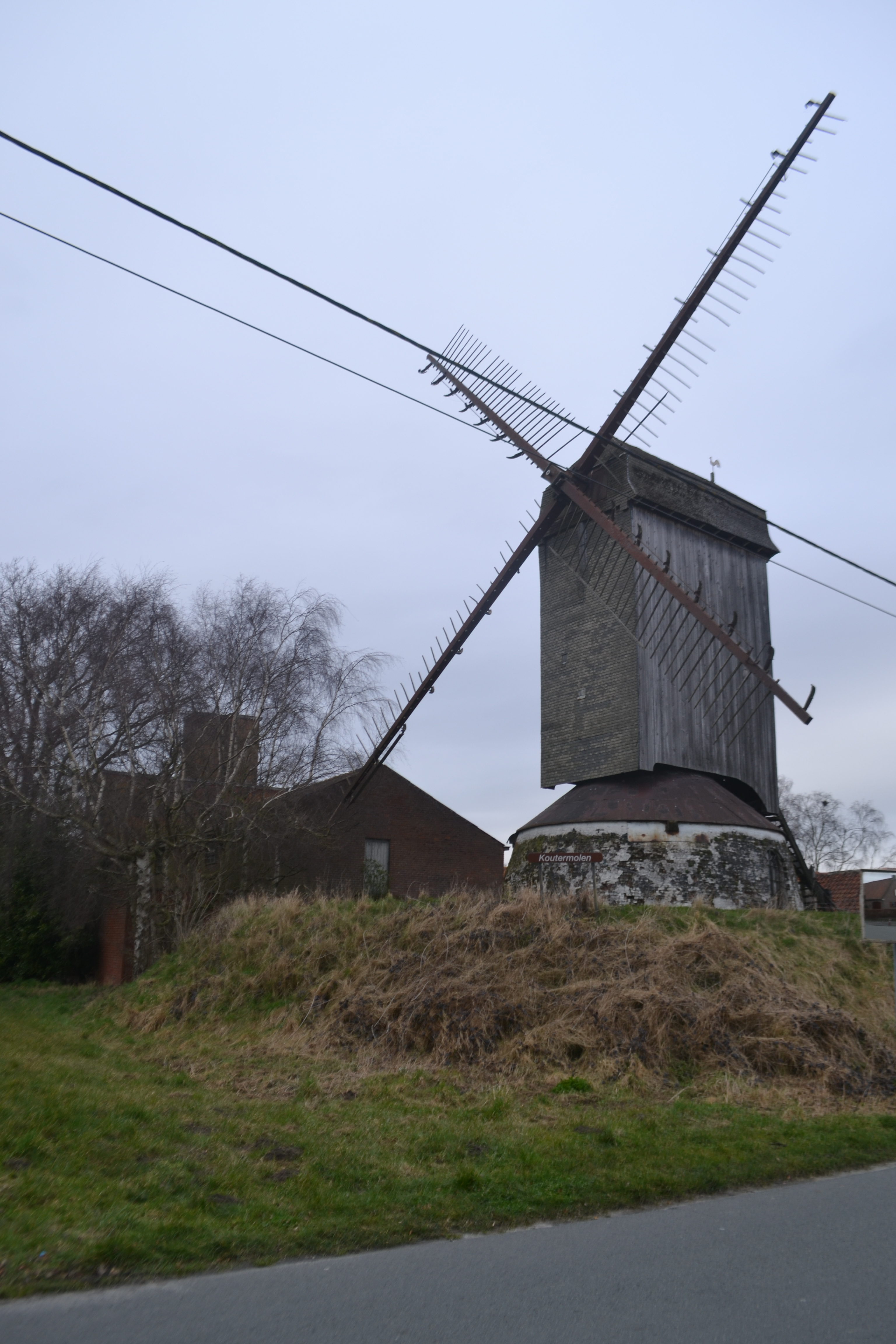
Koutermolen Kortemark

Kortemark was als garnizoensplaats een ideale locatie:
- dichte ligging bij het Front
- kruispunt van de spoorlijnen die uitmondden op zowel het Front van Langemark als op het Front van Diksmuide
- directe aansluiting van het station op de Amersveldestraat, wat de belangrijkste aanvoerweg was naar het Front

Er werd een speciale loskaai in hout aangelegd tot aan de Grijspeerdbeek.
Als garnizoensplaats kreeg Kortemark allerlei voorzieningen van het Duitse leger:
- administratieve diensten in de Ortskommandantur, gelegen in de Handzamestraat
- verbindingseenheden, telefooncentrales in de Koutermolen en in de Stationsstraat
- vervoerseenheden en een paardenkliniek, gelegen in de Koutermolen
- wasserijen en ontluizingsinstallaties, Brouwerij Louwaege en Dugardijn
- sanitaire en verplegingseenheden, Margareta-Maria-Instituut
- militaire begraafplaatsen, Handzamestraat en Oude Markhovestraat
- bevoorradingseenheden, bakkerij en slagerij in de fabrieken van Talpe
- krijgsgevangenenkamp voor Russen, op de site Talpe
- munitiepark met gasvuurinstallatie, gelegen aan het station

## Onderwijs in Kortemark tijdens de bezetting
Tijdens de eerste Oorlogswinter 1914-1915 was er geen sprake van het naar school gaan voor de Kortemarkse jeugd. Alle schoolgebouwen en parochiale zalen werden door het Duitse leger bezet. Leerkrachten waren gevlucht.
Veel kinderen werden straatkinderen. Ze vergaten het weinige dat ze hadden geleerd en speelden onder elkaar soldaatje. De kinderen aapten daarbij de Duitsers na, ook in hun taalgebruik. Na een korte tijd werd hun taal een mengelmoes van West-Vlaams en Duits. Voorwerpen die de kinderen niet kenden - vb. een zaklamp - benoemden ze in hun eigen taaltje. Zaklamp in het Duits is taschenlampe dus werd de vertaling voor de kinderen taslamp.
Tot op heden wordt taslamp nog altijd gebruikt in het West-Vlaams dialect.
De bezetter vond het niet langer een gezonde situatie dat de kinderen niet naar school konden en zomaar op straat leefden. Hij spoorde het gemeentebestuur aan om opnieuw onderwijs op te richten.
Op 12 april 1915 openden de Zusters in de Handzamestraat hun school voor alle leerplichtige leerlingen van het basisonderwijs, zowel voor jongens als meisjes. Kinderen kregen wel gescheiden les. In de voormiddag was er les enkel voor de jongens, in de namiddag voor de meisjes.
Bij de gemeenteraadsbeslissing op 19 juli 1915 werd Joseph Schotte, een gevluchte onderwijzer uit Jonkershove, aangesteld als onderwijzer. De school werd ingericht in herberg Het Wit Peerd (voormalig drukkerij Vandenberghe).
Ook de school van de Zusters verhuisde naar de nieuwe locatie. Op de benedenverdieping werd lesgegeven voor de jongens door dhr. Schotte, op de bovenverdieping werd lesgegeven voor de meisjes door de Zusters. De speeltijden vonden niet plaats op hetzelfde moment, zodat jongens en meisjes toch nog gescheiden op de kleine koer konden spelen.
In de winter 1915-1916 verhuisde de jongensschool naar de werkwinkel van timmerman Leon Hozee (op heden in Kortemark, winkel Schoenen Suppeene).
Op 1 mei 1916 openden de Zusters van de Handzamestraat een school voor lager middelbaar onderwijs.
In september 1917 moesten alle schoolactiviteiten noodgedwongen worden stilgelegd door de gedwongen ontruiming van de gemeente. De kinderen kunnen wel naar school in de steden of gemeenten waar men een onderkomen vindt.

## Kortemark en de Frontbeweging
De taal van het Belgische leger was Frans.
Er was een groeiend ongenoegen wegens die Franstaligheid van het leger. De Vlaamse soldaat voelde zich vernederd en misbruikt.
Vanuit de Vlaamse kringen van hogeschoolstudenten groeide een Vlaams bewustzijn aan het front. Dit door studiekringen, uitgave van frontblaadjes, lectuur, vergaderingen en toespraken.
Vanuit die beweging ontstond de Heldenhulde, die op de graven het AVV-VVK-kruis plaatsten.
De Vlaamse eisen werden steeds scherper, maar dit zinde de legerleiding niet.
11 februari 1917: alle privéverenigingen in het leger worden verboden
4 mei 1917: er wordt censuur ingesteld op de frontblaadjes
Op 11 juli 1917 werd een open brief gestuurd naar koning Albert I. Het was een verklaring van wantrouwen in de legeroverheden en de regering in Le Havre, gestaafd met een opsomming van alle beledigingen over de miskenning van de Vlaamse soldaten.
"Wij zijn nog bereid om ons bloed te vergieten, maar wij eisen een uitdrukkelijke, geschreven, plechtige belofte die het Vlaamse volk volle gelijkheid, volle recht wordt gegeven onmiddellijk na de oorlog."
De Koning reageerde daarop repressief. Hij bood de kopstukken van de beweging mooie postjes aan om de beweging de wind uit de zeilen te nemen. Zo bood hij een onderwijspost aan in de omgeving van Le Havre aan Adiel De Beuckelaere uit Handzame (de briefschrijver), maar zoals zovelen weigerde hij het aanbod.
De Koning dreigde met tuchtstraffen, degradaties en zelfs de Krijgsraad.
Daarop ging de Frontbeweging clandestien.
Enkele Kortemarkenaars speelden een belangrijke rol in deze Frontbeweging.
- Firmin Deprez
- Gustave Sap

## De inkwartiering in Kortemark
Als garnizoensplaats zakten grote aantallen soldaten af naar Kortemark. Die soldaten moesten allemaal ingekwartierd worden. De inkwartiering gebeurde op verschillende manieren:
- er werden rijen speciale soldatenbarakken gebouwd
- het volk van de vaste diensten werd bij de burgers ingekwartierd, hiervoor ontvingen de burgers een vergoeding
- frontsoldaten op rust werden ondergebracht in schuren en op zolders, waar ze konden slapen op stro

Naargelang de oorlog vorderde, groeide het vertrouwen tussen de burgers en de soldaten. Sommige gezinnen hadden geluk dat ze konden delen van de rantsoenen van hun ingekwartierde soldaten.
Niet alleen soldaten verbleven in Kortemark, maar ook vluchtelingen uit de eerste maanden van de oorlog.
Vanaf 22 maart 1915 bestond er in Kortemark een vluchtelingencomité. Zij behartigden het welzijn van de vluchtelingen die in Kortemark een onderkomen hadden gevonden.

## Militaire begraafplaatsen

### Algemeen
Soldaten die sneuvelden op het slagveld werden vaak ter plaatse begraven ofwel op het kerkhof van het meest nabij gelegen kerkhof. 
Sommige lijken werden ook pas na de oorlog teruggevonden.
De meeste en de grootste militaire begraafplaatsen bevonden zich tijdens de oorlog in de nabijheid van een militair hospitaal, verder van het front gelegen.

### In Kortemark
De eerste Duitse soldaten werden begraven op het kerkhof rond de kerk.
In 1915 werd Ehrenfriedhof Kortemark I aangelegd. Dit was gelegen op de hoek van de Firmin Deprezstraat en de Handzamestraat (nu residentie Haegendoorn). Deze begraafplaats was dicht gelegen bij het militair hospitaal, dat was ingericht in de school in de Handzamestraat (Margareta-Maria-Instituut).
De begraafplaats werd gebruikt tot eind september 1917.
In totaal werden er 453 Duitse en 2 Britse soldaten begraven. De meeste van deze soldaten sneuvelden in de periode juli 1917 tot eind september 1917, niet toevallig tijdens de Derde Slag om Ieper.
Eind september 1917 werd Ehrenfriedhof Kortemark II in gebruik genomen langs de Oude Markhovestraat. De begraafplaats werd gebruikt tot het einde van de oorlog.
In totaal werden er hier 1233 Duitse en 10 Britse soldaten begraven.

## Het bestuur tijdens de bezetting van Kortemark
Tijdens de Eerste Wereldoorlog werd België ingedeeld in twee gebieden:
- bezet gebied (grootste deel van België) onder militair en burgerlijk gezag met aan het hoofd een generaal-gouverneur;
- etappegebied (grootste deel van West-Vlaanderen + deel van Henegouwen en Luxemburg) waar enkel de militaire overheid bevoegd was.

Het etappegebied werd nogmaals onderverdeeld in twee bijzondere regio's:
- operatiegebied: zone van ongeveer 25 km breed achter het front. In deze zone was Kortemark gelegen;
- spergebied: zone van ongeveer 5 km breed achter de voorste frontlinie. Hier werden geen burgers toegelaten.

Vanaf oktober 1914 werd in elke gemeente een Ortskommandantur ingericht.
Aan het hoofd stond een Ortskommandant, die in theorie enkel verantwoordelijk was voor de militaire zaken. Dit wil zeggen dat hij in de eerste plaats moest zorgen voor rust, orde en veiligheid, maar tevens voor infrastructuur, onderkomen, bevoorrading en ontspanning van de in te kwartieren troepen.
In Kortemark bevond de Ortskommandantur zich oorspronkelijk in de Handzamestraat 29. Vanaf 17 mei 1915 werd dit ondergebracht in het huis van René Jacques, ook in de Handzamestraat.
Op 20 maart 1918 overnachtte hier keizer Wilhelm II die op inspectiebezoek kwam langs het Westelijk Front.
Begin oktober 1918 werd de Kommandantur uiteindelijk ontruimd.

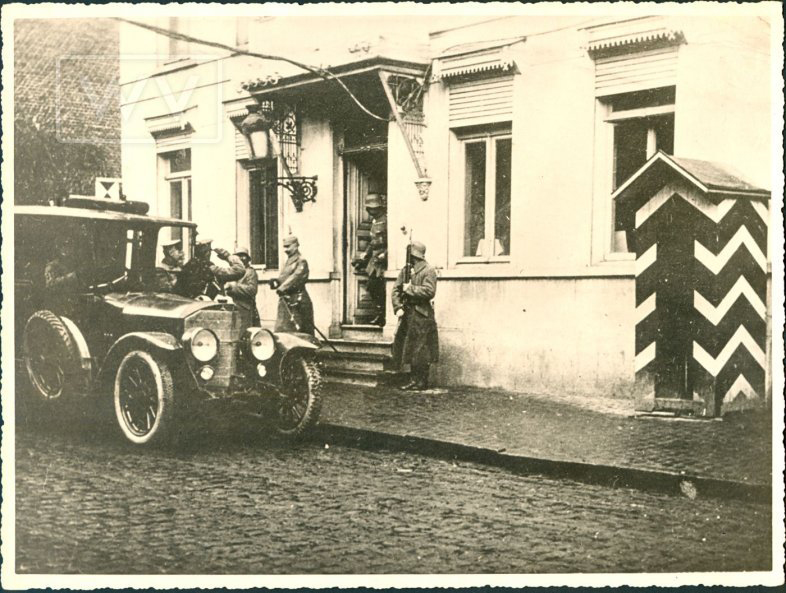
Bezoek keizer Wilhelm II

In elke gemeente werd wel een gemeenteraad samengesteld met een burgemeester en schepenen, maar die hadden niet veel in de pap te brokken.
In Kortemark was zowel de burgemeester, de gemeentesecretaris als de gemeenteontvanger naar Frankrijk gevlucht. Schepen Alfons Louwaege vluchtte naar Engeland.
Op 21 november 1914 werd een nieuw gemeentebestuur gevormd met brouwer Arthur Ketele als burgemeester.
De Ortskommandantur stelde per gemeente zijn wetten op. Deze verordnungen werden uitgehangen ofwel voorgelezen door de pastoor in de mis.
Naarmate de oorlog vorderde betekende elke nieuwe "verordnung" steeds een grotere belasting voor de burgerbevolking. Door deze wetten werd men beperkt in vrijheid en voedsel.
Van alle "verordnungen" schieten de volgende er bovenuit:
- Begin 1915 werden werklieden opgeroepen om in fabrieken in Duitsland en in de Frontstreek te gaan werken. Hun takenpakket bestond uit het aanleggen van spoorlijnen, het bouwen van bunkers, loopgraven en munitietransporten, maar ook het uitzetten van prikkeldraad, enz. Dit gebeurde onder regelmatige beschietingen. Wegens het weinige succes werd op 3 oktober 1916 door het Groot Hoofdkwartier in Brussel het bevel uitgevaardigd dat alle werkloze mannen tussen 17 en 35 jaar verplicht waren tot deze tewerkstelling. Er ontstond een echte mensenjacht. Vele jonge mannen lieten zich van de lijst schrappen met medewerking van de gemeenteambtenaren, deze bezorgden vervalste lijsten aan de Duitsers. Toch werden vele mannen opgehaald en weggebracht. Na internationaal protest werd deze verplichte tewerkstelling op 14 maart 1917 gestaakt. Het waren trouwens niet alleen de mannen die werden opgeëist, ook vrouwen moesten gaan werken in lazaretten en op boerderijen.
- Na een tijdje werd het voedsel voor zowel de soldaten als voor de burgerbevolking zeer schaars. Ook in Duitsland was er een tekort aan voedsel. De oorzaak was het feit dat soldaten allerlei voedingswaren naar hun thuisfront stuurden. Het leven werd duur en de gezinnen werden leeggeplunderd. In de meeste arbeidersgezinnen was armoede en ellende troef. Vader en grote broer zaten aan de overkant als soldaat of vluchteling, moeder moest allerlei karweitjes opknappen voor de ingekwartierde soldaten zodat ze wat kon bijverdienen. Gelukkig kwam het Amerikaanse Voedselcomité te hulp met bloem, smout en gezouten ossenvlees. De Duitsers lieten dit toe (ook nadat Amerika aan de gevechten deelnam in 1917) omdat dit ook in hun voordeel was. Naast de Amerikaanse voedselhulp was er ook in België een Nationaal Hulpcomité opgericht voor Voedselhulp en Hulp aan Vluchtelingen. Beide organisaties samen zorgden in de 4 jaar oorlog voor 10 miljoen ton hulpgoederen. Dit was echter nog maar 1/4 van de noodzakelijke goederen.

## Het parochiaal leven in Kortemark tijdens Wereldoorlog I
Wanneer de Duitsers een dorp binnenvielen, was de eerste burger die ze bezochten meestal de pastoor. Ze wisten heel goed dat in het katholieke Vlaanderen de geestelijken van het dorp een zeer grote invloed hadden op de bevolking.
De pastoor hielp om de bevolking rustig te houden. Hij werd ook vaak verantwoordelijk gesteld voor het gedrag van zijn parochianen. De pastoor werd ook nog gebruikt als tussenpersoon om bij de bevolking de vorderingen van de Duitsers via de preekstoel bekend te maken.
Pastoor Blancke

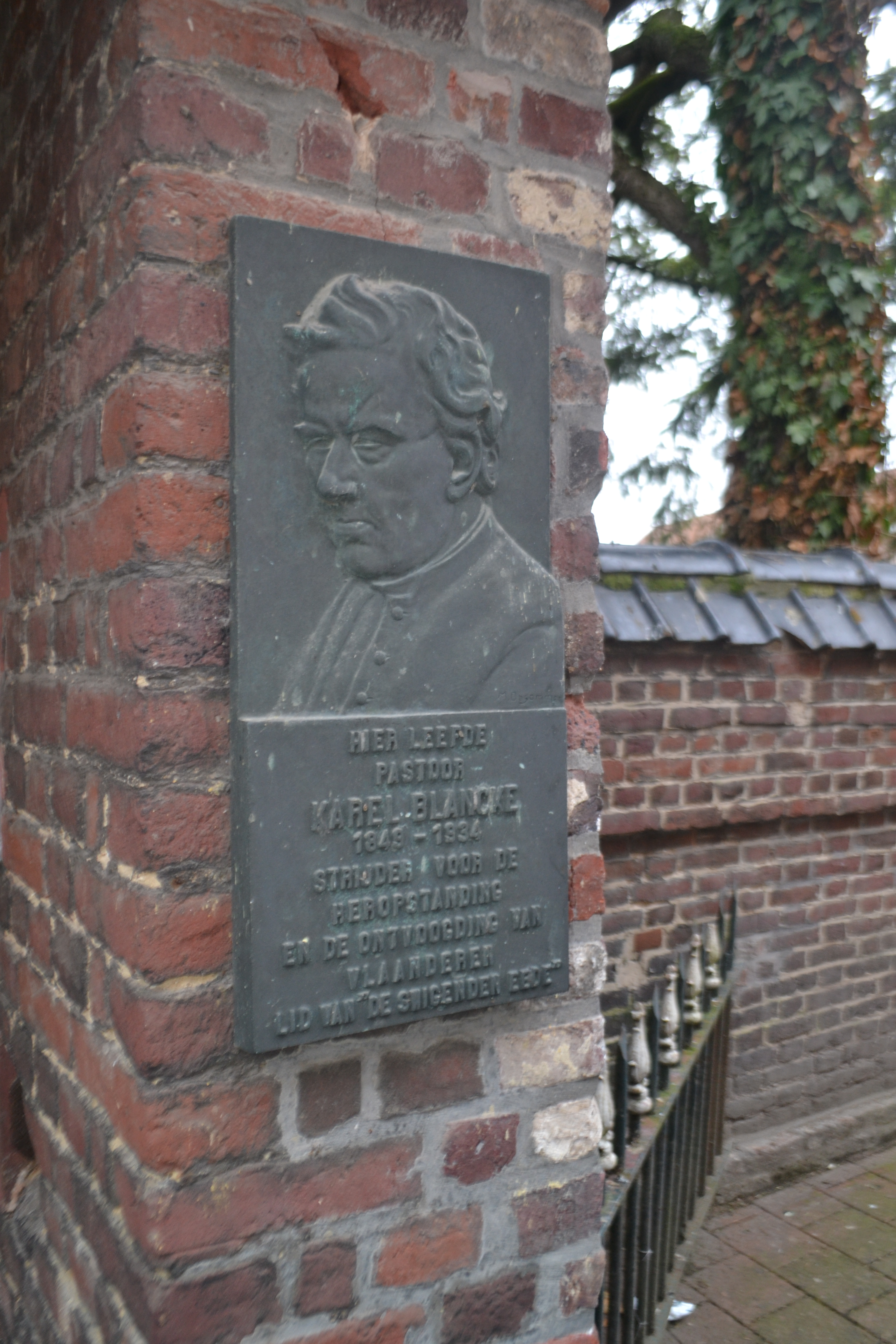
Herdenking Pastoor Blancke

Blancke was streng katholiek en duidelijk Vlaamsgezind.
Blancke nam geen blad voor de mond en herinnerde de bevolking op tijd en stond aan hun Christelijke deugden.
Hij werd door de Duitsers meegenomen op 14 oktober 1914 tijdens de bezetting van Kortemark. Hij moest de mensen waarschuwen om geen Belgische, Franse of Engelse soldaten onderdak te verlenen, anders werd men neergeschoten.
Hij moest ook enkele door de Duitsers opgelegde ongemakken slikken. Zo werd het luiden van de klokken verboden voor de kerkelijke diensten, ze moesten wel geluid worden als de Duitsers iets te vieren hadden. De stoelen in de middenbeuk moesten vrijgehouden worden voor de Duitse katholieke soldaten. De kerk werd ook gebruikt voor niet-kerkelijke activiteiten (vb. 3 maart 1916: groot militair concert). Het kerstgebeuren werd ontluisterd door de Duitse Weinachtsvieringen.
Blancke vroeg aan zijn gelovigen niet toe te geven aan de onchristelijke gebruiken die de bezetter vroeg. Jonge vrouwen lieten zich inpalmen door de soldaten. Ook in Kortemark stelde men vast dat het aantal geboortes bij ongehuwde vrouwen of bij vrouwen bij wie hun man al meer dan 1 jaar afwezig was, toenam gedurende de oorlogsjaren.
Op 30 januari 1915 werd Alidor Vandamme onschuldig doodgeschoten. Hij werd door een Duitse patrouille beschouwd als een spion, omdat hij volgens hen tekens zou hebben gedaan naar de vijand en zich verzet zou hebben tegen zijn arrestatie. Pastoor Blancke en onderpastoor Barra werden daarvoor verantwoordelijk gesteld. Ze werden verbannen als krijgsgevangene naar Duitsland op 2 februari 1915. Blancke werd aanvankelijk naar Holzminden gebracht en na tussenkomst van de hogere kerkelijke overheid onder huisarrest geplaatst in een klooster in Brussel. Pas half oktober 1916 mocht hij terugkeren naar Kortemark. Bij de verplichte ontruiming van Kortemark in 1917 zorgde Blancke ervoor dat de kerkschatten in veiligheid werden gebracht. Blancke verhuisde bij zijn pensioenstelling naar Handzame, waar hij stierf in 1933.

## Kortemark als rust- en hersteloord voor de Frontsoldaten
De sfeer in een rustige gemeente als Kortemark was goed voor de Duitse frontsoldaten. De rustperiode bestond vooral uit geringe dienst, onderhoud van de wapens, de kledij en zichzelf, rusten, ontspannen en feesten. Men moest ook oefenen, hoofdzakelijk aanvalstechnieken.
Er waren ook heel wat voorzieningen om het de soldaten naar hun zin te maken:
- Er was een kantine ingericht in houtzagerij Demeulenaere in de Hospitaalstraat.
- Er was een soldatenwinkel in het huis Vandemoortele, dat de scheiding vormde tussen de markt en de brug. De Markt zag er toen helemaal anders uit.
- Er werden gemengde erediensten voor de Duitse soldaten georganiseerd in de kerk.
- Er werden baden geïnstalleerd in de brouwerij Louwaege en officieren mochten in het huis verblijven.
- Er werd een ontluizinginstallatie geplaatst in de brouwerij van Dugardijn.
- Men ging zwemmen in de stationsput.

## Uitkijk- en oriëntatiepunten in Kortemark
Beide strijdende partijen gebruikten kerken en molens als uitkijkposten binnen het gebied dat ze zelf bezetten en als oriëntatiepunten voor beschietingen en bombardementen binnen het gebied dat de vijand bezette. Het was dan ook niet te verwonderen dat de kerken en de molens vernietigd werden. Ofwel gebeurde dit door de beschietingen van de vijand ofwel door het dynamiteren door de eigen troepen.
In alle gemeenten aan het operatiegebied waren daar voorbeelden van te vinden. Zo ook in Kortemark.
- Isackers molen in de Lichterveldestraat werd door beschietingen vernietigd.
- De kerktoren werd door de Duitsers, half december 1917, opgeblazen. De hele kerk, die reeds voor de oorlog scheuren vertoonde door verzakkingen, stortte in.

De kerk van Kortemark werd in de jaren 1923-1925 heropgebouwd een eindje meer noordwaarts en op meer vaste grond voor de funderingen.
In de kerk zijn nog enkele kunstwerken aanwezig die de oude kerk sierden.
- Een houten Christusbeeld, nu zonder armen, hing aan de buitenmuur van de kerk
- Twee gerestaureerde schilderijen; een liggende Christus (Alexander P.D. Mackelback) en een statie van de oude kruisweg, de graflegging van Christus
- borstbeeld van de H. Bartholomeus was een gift uit 1954 door de verbroedering van het 10e Linieregiment. Het schrijn is gemaakt door Arseen Verlinde.

## Vlucht en gedwongen ontruiming van Kortemark

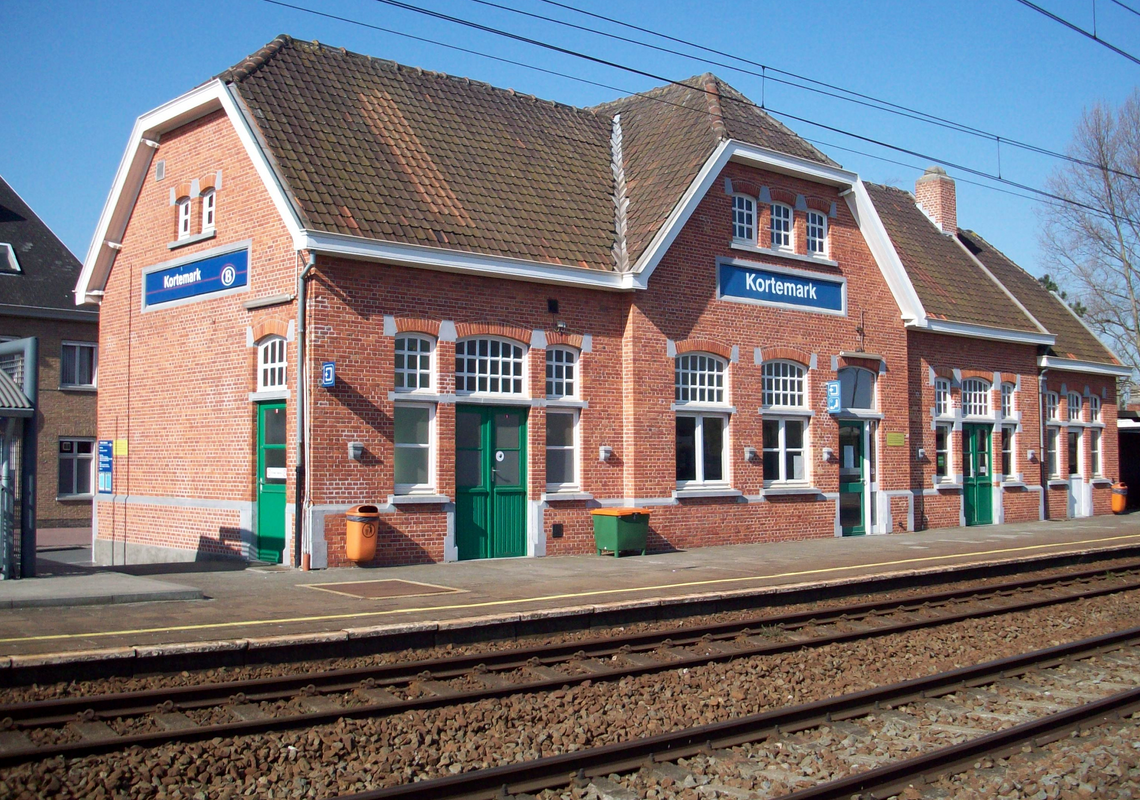
Station Kortemark op heden

Vanaf half 1917 bereidden de geallieerde troepen het bevrijdingsoffensief voor met intense artilleriebeschietingen en bombardementen. Tijdens deze periode werd er het meest verwoest in Kortemark. Op 31 juli 1917 werden pamfletten boven Kortemark uitgestrooid om de bevolking te verwittigen van de komende beschietingen.
Als gevolg daarvan werden begin augustus alle scholen gesloten.
Op 12 augustus 1917 werd Kortemark voor het eerst beschoten door de artillerie. Vooral het station en de Duitse infrastructuur werden geviseerd. Vele andere gebouwen werden vernield, waaronder ook de Proostdijhoeve. De burgers sloegen opnieuw op de vlucht (dit voor de tweede keer), richting Torhout, Brugge en Tielt. Ook het klooster en het bejaardentehuis werden ontruimd, op 14 augustus 1917 en vonden een onderkomen in Lokeren.
Eind september 1917 gaven de Duitsers het bevel tot volledige ontruiming. Tegen 15 oktober moesten alle burgers geëvacueerd zijn. Vanaf 1 oktober 1917 trok er iedere dag een trein met 30 à 40 wagons ofwel een beestenwagen richting Limburg. Daar werd men vijandig ontvangen, men kwam uit de streek van de "Bende Van Baeckeland". Na een tijdje raakte de bevolking wel ingeburgerd en liepen de kinderen er school.
Nadat de burgers vertrokken waren, namen de Duitsers hun huizen in om betere verdedigingsstellingen in te richten en om zich beter te beschermen tegen de komende winter.

## De bevrijding van Kortemark
Na het mislukte Duitse lenteoffensief van april 1918 waren de Duitsers aan het einde van hun krachten. Ze konden zich enkel nog richten op het verdedigen. Ze bouwden zelfs bunkers in de huizen. Kortemark werd beschoten door de Belgen in voorbereiding van het bevrijdingsoffensief.
Eind september gingen de geallieerden massaal in de aanval. Dit keer deden de Belgen ook mee en vielen aan tussen Ieper en Diksmuide. De aanval verliep in 2 fasen.

### Eerste fase
28 september 1918 tot en met 3 oktober 1918: de slag om de West-Vlaamse heuvelkam (ook wel de 5e slag van Ieper genoemd). Hierbij werd Zarren bevrijd. De aanval op Werken mislukte door de overstroomde broeken. De opmars liep vast ter hoogte van de Flandern I-stelling in Handzame.

### Rustpauze van 10 dagen
De Belgen installeerden zich in loopgrachten in de omgeving van Zarren. De rust is echter relatief. Er vonden voortdurend beschietingen plaats. De Belgen bestoken Kortemark en omgeving vanaf Terrest (Houthulst). De Duitsers maakten gebruik van traangas, niesgas en mosterdgas.
De mannelijke bevolking die nog in Kortemark verbleef, kreeg het bevel zich terug te trekken met de Duitse troepen. De meesten onder hen weigerden dit echter waardoor er een ware klopjacht ontstond. Leonard Devulder werd hierbij zo zwaar mishandeld dat hij stierf aan zijn verwondingen op 6 oktober 1918. Na 10 oktober, na het vertrek van de Kommandantur in Torhout, maakten de Duitsers zich schuldig aan algemene plundering. Ze namen alles mee wat ze konden meenemen en staken huizen in brand.

### Tweede fase
14 oktober 1918 tot en met 20 oktober 1918: de slag bij Torhout en Tielt (ook wel de slag van Kortrijk genoemd).
Op 14 oktober werd door een omsingelingsbeweging de Flandern I-stelling vlot veroverd en werden Handzame en Kortemark bevrijd door het 10e Linie Regiment. Op 15 oktober 1918 zetten de Belgen hun opmars voort vanuit Kortemark richting Torhout. Het grondgebied Kortemark was dan volledig bevrijd.
Op 16 oktober trokken de bijna volledig omsingelde Duitsers zich terug uit Werken en op 17 oktober trokken de Belgen verder richting Ruddervoorde.
Voor Kortemark was de oorlog toen voorbij.